# Смит, Кристофер
Кри́стофер Смит (род. 1 июля 1972 года, Бристоль) — британский кинорежиссёр и сценарист, получивший известность как автор триллеров и фильмов ужасов.

## Биография
Родился в 1972 году в Бристоле. В 1998 году окончил факультет кинематографии Бристольского университета. Во время обучения снял свои первые короткометражные фильмы. Дипломная работа, фильм «10-тысячный день» (англ. The 10000th Day) 1997 года, вошёл в шортлист кинопремии BAFTA, следующий фильм «День, когда дедушка ослеп» (англ. The Day Grandad Went Blind) 1998 года, был показан на нескольких кинофестивалях. К обоим фильмам Смит сам написал сценарии. Кроме того, его сценарий для фильма Мэтта Старлинга «Ларри ухаживает и чинит» 1997 года номинировался на приз Королевского телевизионного общества за лучшую студенческую работу. Затем Смит работал продюсером и режиссёром в программе Барри Нормана «Film Night» на телеканале «Sky Television» и принимал участие в написании сценария для нескольких эпизодов популярного сериала «EastEnders».
Полнометражным дебютом Смита стал фильм ужасов «Крип», вышедший в 2004 году. Автором сценария вновь стал сам Смит, которому идея фильма пришла в голову во время одной из поездок в лондонском метро, когда на некоторое время в поезде отключили свет. Приглашение на главную роль Франки Потенте позволило профинансировать часть фильма из Германии.
Второй фильм «Изоляция», вышедший в 2006 году, был комедийным триллером про нападение убийц на группу офисных работников, приехавших в лес на корпоративный отдых. Сценарий для фильма Смит создал совместно с Джеймсом Мораном.
Третий фильм Смита, психологический триллер «Треугольник» 2009 года, был задуман им ещё в 2004 году. По признанию режиссёра, его привлекали такие фильмы, как «Сияние» и «Взлётная полоса», и он хотел создать фильм с похожей атмосферой. Он также размышлял о сцене, в которой герой видит на борту лайнера человека и думает, кто это может быть, а в конце концов оказывается, что это он сам. В одном из интервью Смит также рассказал, что пытался создать фильм, который производил бы эффект, сходный с фильмом «Помни», однако не использовал бы необычную «разрывную» структуру, а имел бы традиционную линейную последовательность. Одним из источников вдохновения послужил также фильм ужасов «Глубокой ночью», имеющий закольцованную композицию.
В 2010 году вышел исторический триллер Смита «Чёрная смерть» про период эпидемии чумы в XIV веке. Автором сценария был Дарио Полони. Сценарий сразу заинтересовал Смита, поскольку речь шла о его любимой исторической эпохе из истории Англии.
В настоящее время Смит занят на производстве фильма по серии детских шпионских романов CHERUB. Он также вынашивает идею триллера, сходного по атмосфере с фильмом «Неглубокая могила». Ещё в планах режиссёра — фильм про оборотней с элементами «тарантиновского» кино.

## Предпочтения в кино
Лучшим кинорежиссёром всех времён Смит считает Стенли Кубрика.
В качестве своих любимых фильмов ужасов (или близких к ним по воздействию) Смит назвал следующие — отметив, что в некоторых случаях его привлекает не весь фильм, а отдельные сцены:
- «Похитители тел»
- «Глубокой ночью»
- «Шок»
- «Человек кусает собаку»
- «Доктор Джекилл и мистер Хайд» 1931 года в паре с ремейком «Доктор Джекилл и мистер Хайд» 1941 года
- «Иди и смотри»

## Фильмография
- 1997 — «10-тысячный день» (короткометражный)
- 1998 — «День, когда дедушка ослеп» (короткометражный)
- 2004 — «Крип»
- 2006 — «Изоляция»
- 2009 — «Треугольник»
- 2010 — «Чёрная смерть»
- 2012 — «Лабиринт» (исторический мини-сериал)
- 2014 — «Достать Санту»
- 2016 — «Объезд»
- 2020 — «Ужас в Борли: Изгнание»
- 2023 — «Проклятие. Посвящение»